# Батиплан
Батипла́н или подводный самолёт (от др.-греч. βαθύς — «глубокий» и лат. planum — «плоскость») — неавтономный подводный аппарат, который использует для погружения гидродинамическую силу «подводных крыльев» вместо балластных цистерн. Батипланы используются для наблюдения под водой за работой тралов, подводных кино-фотосъёмок, для наблюдений за поведением рыбы в косяке в естественных условиях и в зоне действия рыболовного орудия и для других подводных исследований.
По способу погружения батиплан классифицируется как подводный аппарат с динамическим принципом погружения. Батипланы транспортируются на специально оборудованных судах, а в рабочем положении буксируются ими. Батипланы способны погружаться на глубину до 100—200 метров. Экипаж составляет 1-2 человека.

## Принцип действия
По принципу действия батиплан является «подводным планёром» с постоянной избыточной плавучестью; спущенный с судна он плавает на поверхности воды, а при буксировке под действием гидродинамических сил погружается и может быть удержан рулями на заданной глубине. Находящийся в прочном герметичном корпусе пилот-наблюдатель может управлять батипланом при помощи рулевого устройства.